# Comparettia macroplectron
Comparettia macroplectron är en orkidéart som beskrevs av Heinrich Gustav Reichenbach och José Jéronimo Triana. Comparettia macroplectron ingår i släktet Comparettia, och familjen orkidéer.
Artens utbredningsområde är Colombia. Inga underarter finns listade i Catalogue of Life.

## Bildgalleri

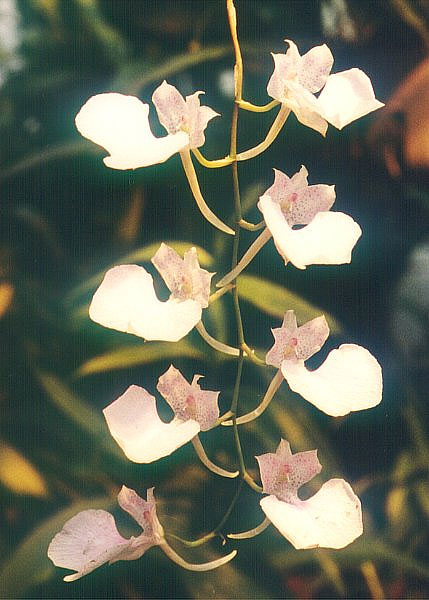
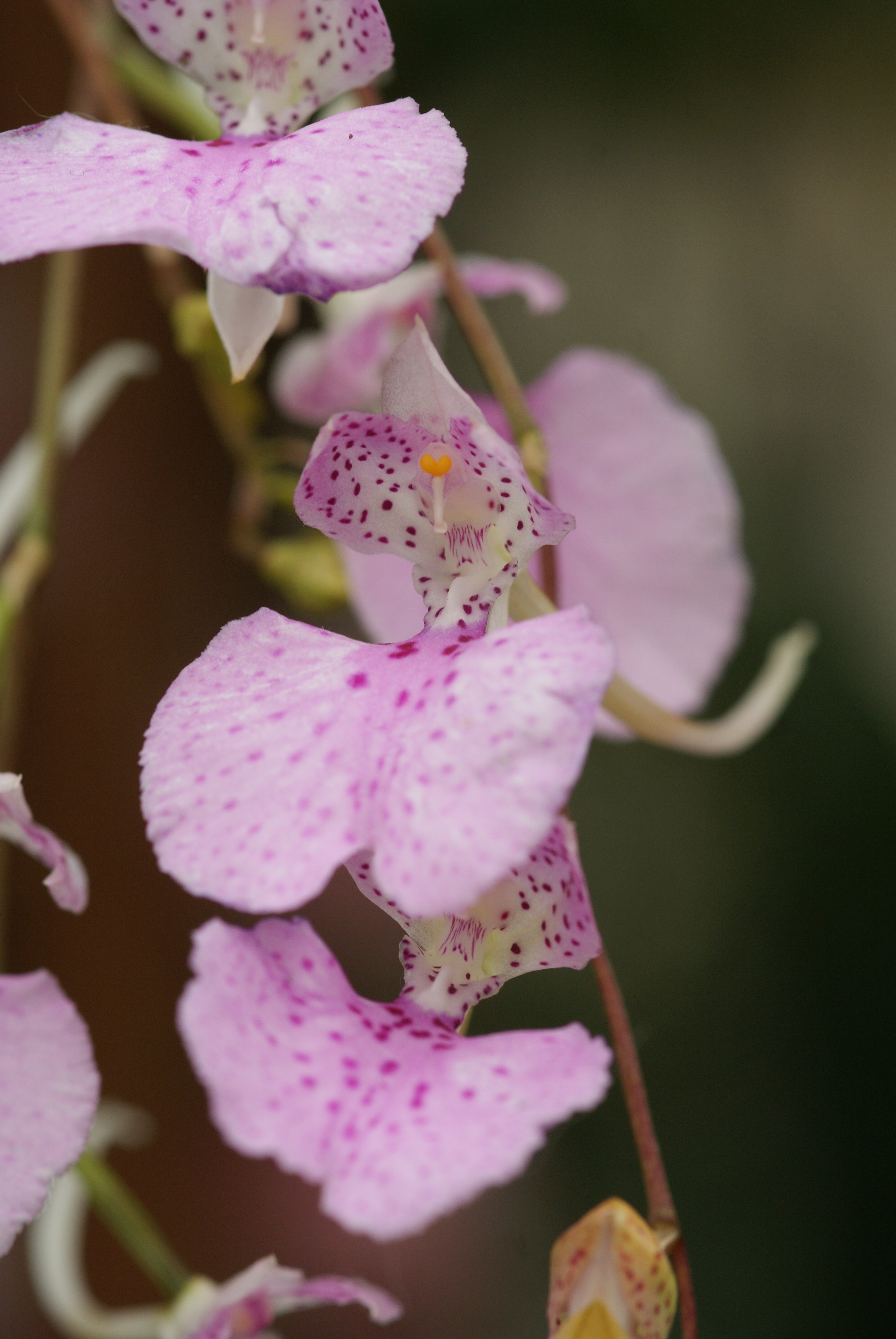
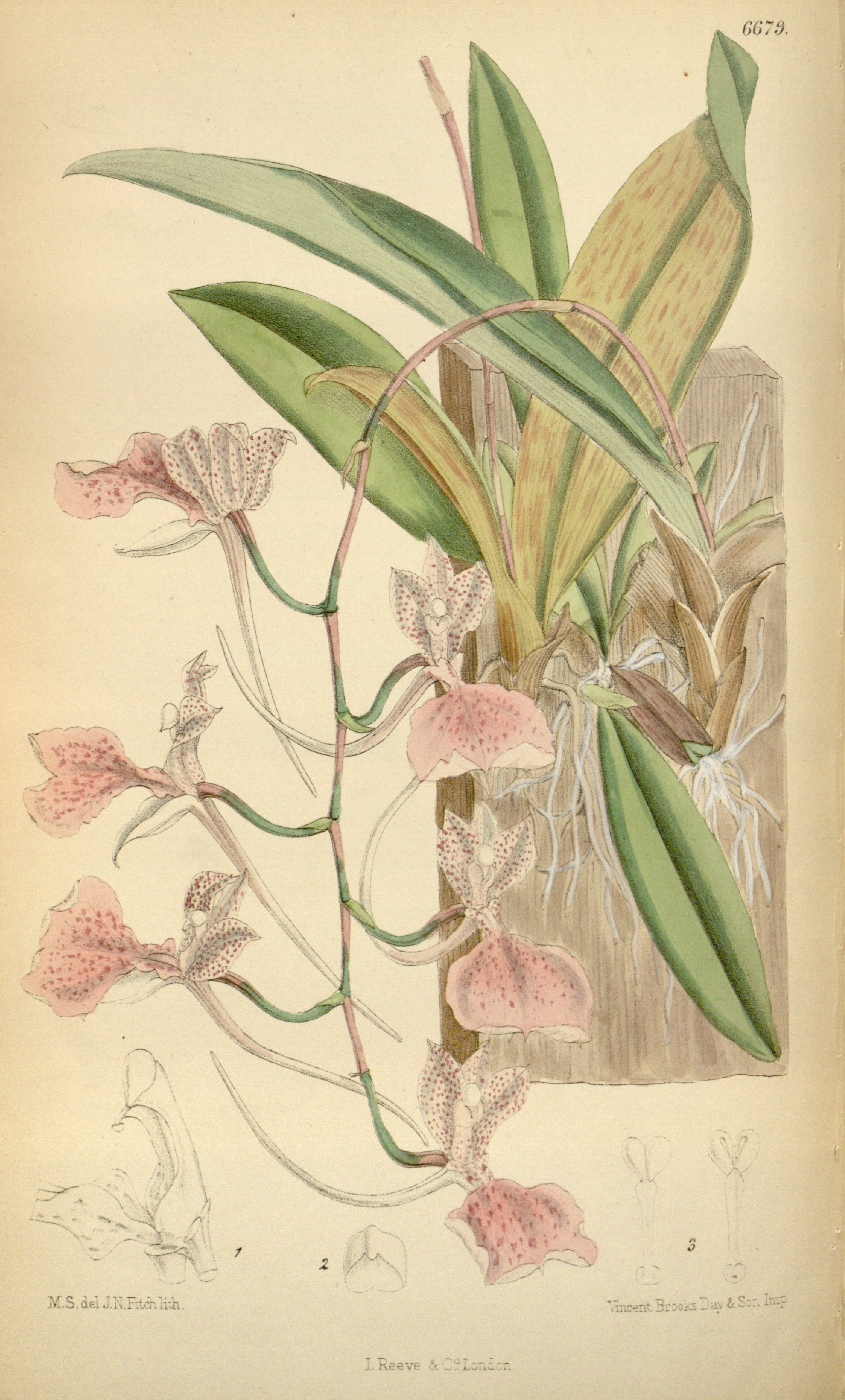
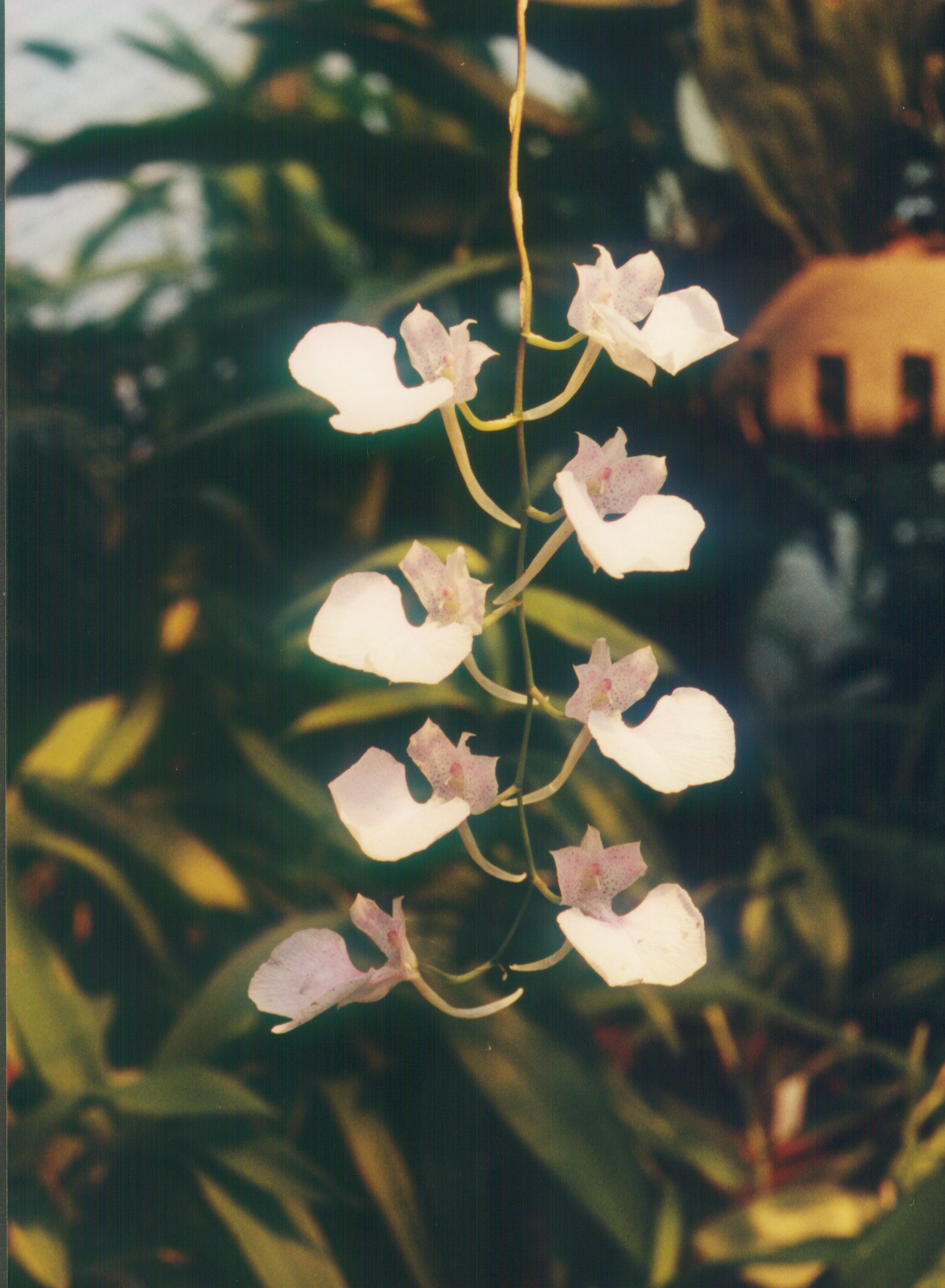